# ポマレ5世
ポマレ5世（Pomare V、1839年11月3日 - 1891年6月12日）は、タラヴァオで生まれたポマレ王朝最後の王。女王ポマレ4世の息子として1877年9月24日に即位した。当時既にタヒチ島はフランスの法律に則った議会制を採用しており、即位にあたってはフランス総督ポール・セルの召集によって開かれたタヒチ議会の承認を得る必要があった。
1880年、パナマ運河の開通を睨み、太平洋の給炭地としてタヒチ島の重要性を再認識したフランスはポマレ5世に対しタヒチ島をフランスの正式な領土とするよう申し入れを行う。フランスはこの見返りとしてポマレ5世に対して生涯王の称号と60,000フランの年金を約束し、1880年6月29日、ポマレ5世はフランスの併合協定に署名し、タヒチ島はフランス領ポリネシアとなった。これを以ってポマレ王朝は終焉を迎え、併合法律が批准された1880年12月30日、ポマレ王朝の国民すべてにフランス国籍が与えられることとなった。